# Причіпна гармата

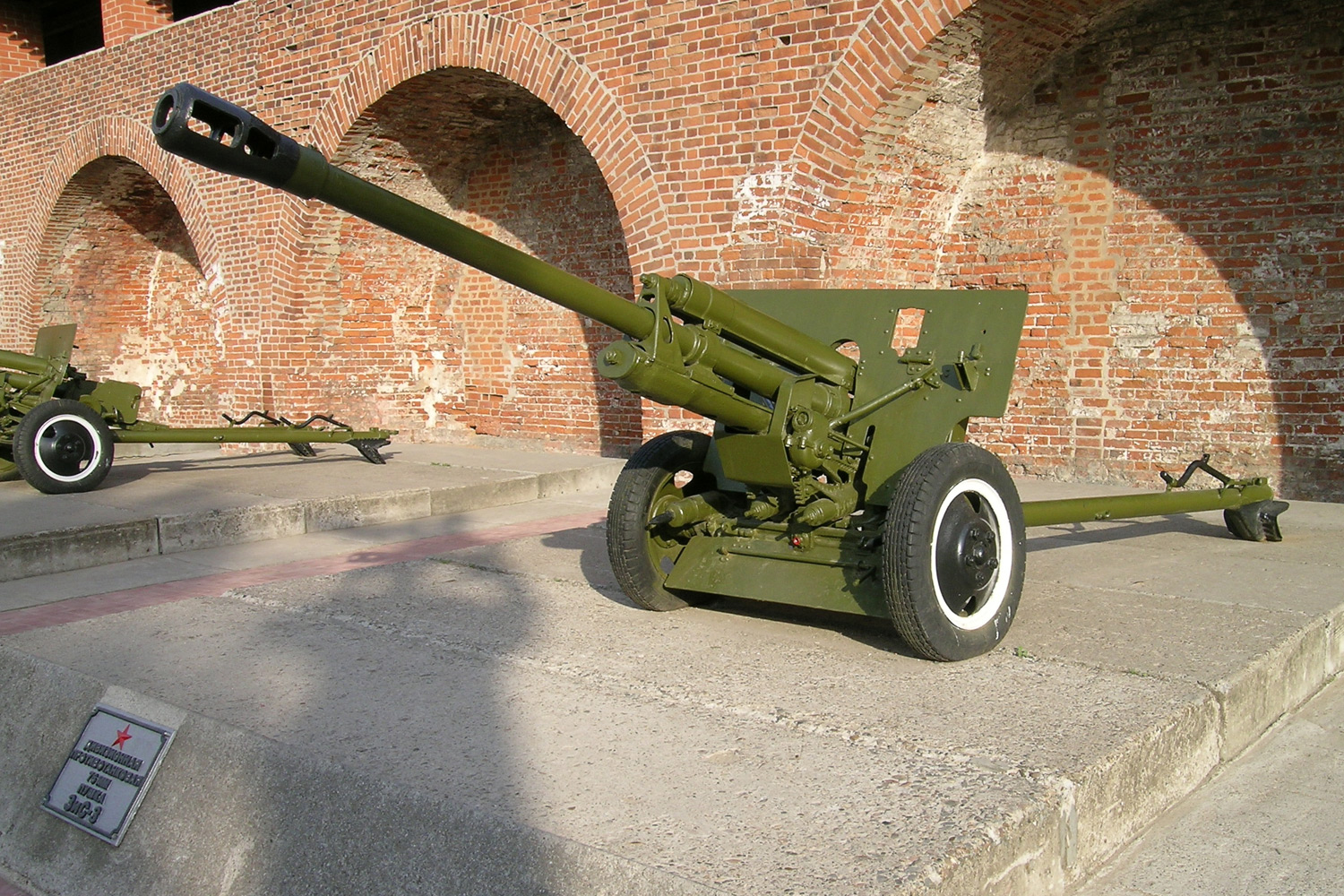
Буксирована 76,2 мм дивізіонна гармата ЗІС-3

Буксирована гармата — несамохідна артилерійська система на колісному або гусеничному лафеті. Переміщення гармати здійснюється за допомогою спеціалізованого тягача, автомобіля, запряжних тварин (коней або мулів), або силами розрахунку. Зазвичай колісний хід є невіддільною частиною такої гармати, однак деякі зразки гармат польової артилерії мають колісний хід, який можна зняти. Для переміщення гармати його необхідно перевести в похідне положення, а після закінчення переміщення перед стрільбою — виконати зворотну операцію — перевести в бойове положення. У порівнянні з самохідними гарматами їхні буксировані аналоги відрізняються меншими масогабаритними показниками, більшою приховуваністю, істотно меншою вартістю, більшою надійністю, широкими можливостями перекидання повітрям посадковим, парашутним або причепленими до вертольота способами. Водночас самохідні гармати на рівнинній місцевості значно мобільніші, швидше переводяться в бойове положення, а також забезпечують кращий захист для розрахунку. Зараз у порівнянні з серединою XX століття частка гармат польової артилерії істотно скоротилася. Водночас через свою дешевизну, простоту використання і надійності, буксировані гармати продовжують активно використовуватися в різних збройних конфліктах.

## Переваги та недоліки
Перевагами є можливість транспортування практично будь-яким транспортом, за винятком мотоциклів і легковиків. При цьому після установки на позицію транспортний засіб вивільняється для інших цілей і завдань.
Недоліком є неможливість переміщення зброї на іншу позицію без допомоги машини, трактора або бронетехніки.